# Roberto Reale
Roberto Reale (Roma, 28 ottobre 1926 – San Cesareo, 6 febbraio 2021) è stato un direttore della fotografia italiano.

## Biografia
Ha compiuto la sua formazione professionale al Centro sperimentale di cinematografia nel biennio 1950-51 e successivamente ha firmato la fotografia di oltre trenta documentari.
Venticinque i lungometraggi da lui girati in qualità di direttore della fotografia.
Ha svolto anche un'intensa attività in televisione lavorando dal 1970 al 1990 all'interno delle strutture produttive della Rai.
Ha dedicato inoltre la sua lunga esperienza all'insegnamento e alla formazione di giovani operatori nelle più importanti scuole di cinema di Roma: storico il suo ventennale sodalizio con la Libera Università del Cinema.

## Filmografia parziale
- La grande avventura, regia di Mario Pisu (1954)
- La canzone più bella, regia di Ottorino Franco Bertolini (1956)
- Tempo di credere, regia di Antonio Raccioppi (1962)
- 5.000 dollari sull'asso, regia di Alfonso Balcázar (1964) – non accreditato
- Letto di sabbia, regia di Albino Principe (1964)
- K.O. va' e uccidi, regia di Carlo Ferrero (1966)
- Fenomenal e il tesoro di Tutankamen, regia di Ruggero Deodato (1968)
- Zenabel, regia di Ruggero Deodato (1969)
- Avere vent'anni, regia di Fernando Di Leo (1978) – non accreditato